# Elsa Oblitas Roselio
Elsa Oblitas Roselio   (Catavi, 1966 - Barcelona, 7 de novembre de 2017) va ser una sindicalista i promotora cultural catalanoboliviana.
Va titular-se en Enginyeria agrònoma, i hi va treballar a Bolívia i a la Unió Soviètica. L'any 1995 va traslladar-se a Barcelona, on va formar part de la Taula en Defensa dels Drets de les Treballadores de la Llar, Neteja i Cura de Persones i va col·laborar amb el Centre d’Informació per a Treballadors Estrangers i amb Comissions Obreres de Catalunya. Va fundar diverses entitats, com el Centre Bolivià Català, el Ballet Tinkuna i el Grup de dones Libélulas. També va llicenciar-se en Disseny i moda, creant peces de vestir que incorporava l'estil tradicional de les cholas bolivianes.
El 18 de desembre de 2017, poques setmanes després de la seva mort i coincidint amb el Dia Internacional de la Persona Migrant, va ser recordada en un acte conjunt del consistori barceloní i de la Generalitat de Catalunya. Elsa Oblitas va ser una de les personalitats homenatjades per l'Ajuntament de Barcelona en la campanya Ciutat de Dones, el març de 2023. També està valorant batejar un carrer amb el seu nom.